# Crassula perforata

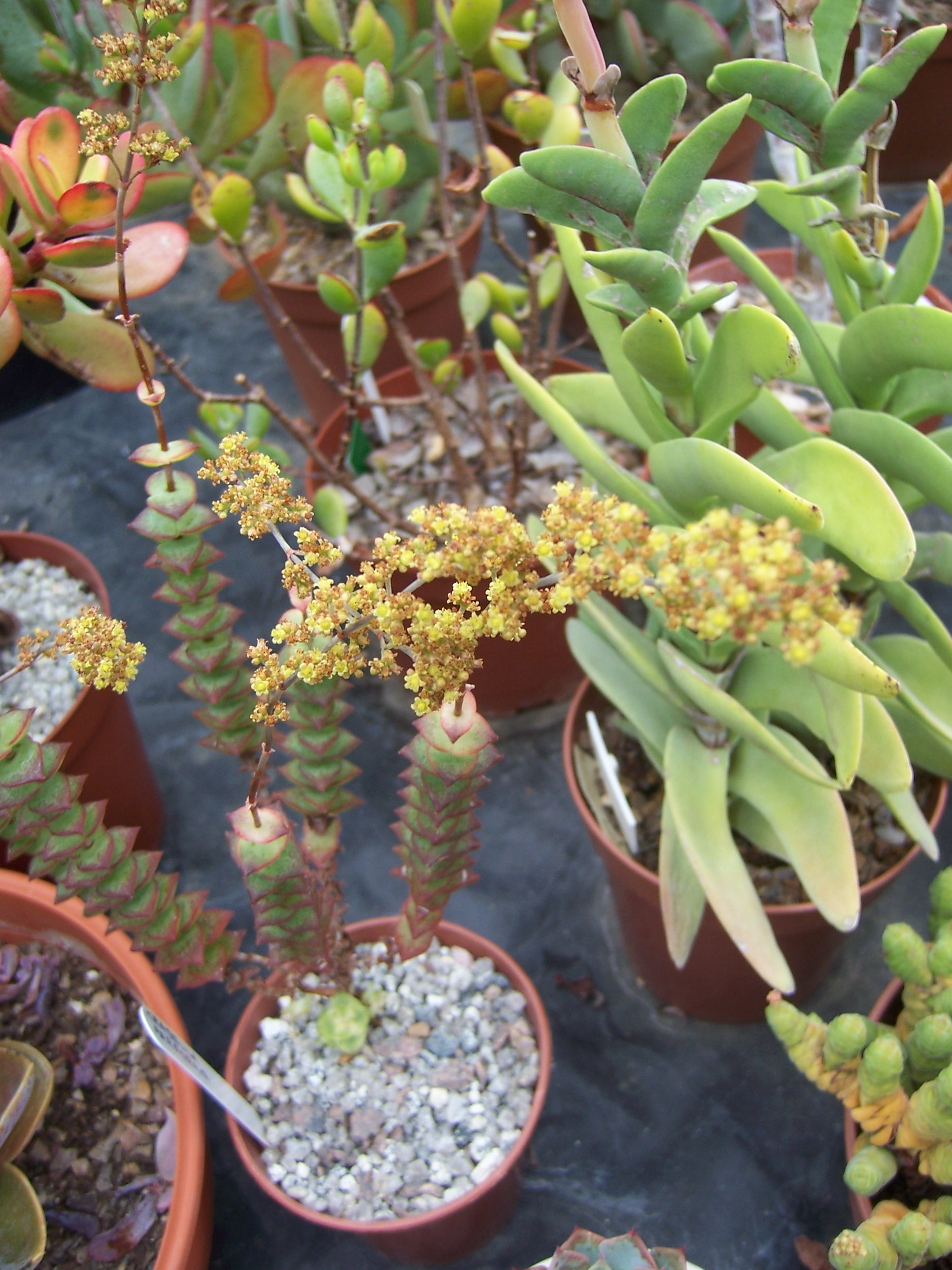
En el centro de la imagen C. perforata variegata en flor.

Crassula perforata, llamado comúnmente planta acordeón, es una especie de la familia Crassulaceae nativa de las Provincias del Cabo, área biogeográfica que comprende la mayor parte de las provincias de Provincia del Cabo, en  Sudáfrica.

## Descripción
Planta suculenta de porte erecto con tendencia a postrado con la edad, forma un pequeño arbusto compacto de hasta 45 cm de altura o más que se ramifica desde la base. Con el tiempo los tallos se vuelven leñosos. Las hojas son carnosas (8 a 20 mm de largo por 9 a 13 de ancho), decusadas y sin pecíolo, surgen abrazando el tallo (perforadas por el tallo, de ahí el nombre perforata); de color verde claro a glauco, con márgenes de color rojizo o amarillo. La superficie en ambas caras está cubierta por una fina capa harinosa.
La inflorescencia es una panícula cimosa terminal de unos 15 a 30 cm, con numerosas florecillas de color cremoso ligeramente aromáticas. En su hábitat natural florece en primavera y verano. En cultivo suele florecer en cualquier estación si se dan las condiciones adecuadas.

## Cultivo
Es una planta de fácil cultivo, muy popular como ornamental en interiores luminosos o exterior en climas templados. 
Requiere una exposición muy luminosa, incluso pleno sol para estimular la floración y mantener el peculiar aspecto de las hojas. El sustrato debe ser rico y con buen drenaje. 
No es muy tolerante al frío, lo idóneo es que la temperatura no baje de unos 7-10 °C, aunque si el sustrato está seco puede soportar -5 °C durante cortos periodos.
Se propaga fácilmente por esquejes de tallo.